# 斯科特·阿菲爾德
斯科特·阿菲爾德（英語：Scott Arfield；1988年11月1日—）是一位加拿大足球運動員，在場上的位置是中場。現效力於英甲球隊博尔顿，曾效力英超球隊伯恩利。他也曾代表蘇格蘭國青隊參賽。

## 球員生涯
他職業生涯都在英吉利踢球。

## 外部連結
- 足球数据库：斯科特·阿菲爾德的球员统计数据
- Scott Arfield — 蘇格蘭足球協會